# Беренбах (Идар-Оберштајн)
Беренбах (њем. Bärenbach) општина је у њемачкој савезној држави Рајна-Палатинат. Једно је од 119 општинских средишта округа Бад Кројцнах. Према процјени из 2010. у општини је живјело 518 становника. Посједује регионалну шифру (AGS) 7133008.

## Географски и демографски подаци
Беренбах се налази у савезној држави Рајна-Палатинат у округу Бад Кројцнах. Општина се налази на надморској висини од 253 метра. Површина општине износи 5,6 km². У самом мјесту је, према процјени из 2010. године, живјело 518 становника. Просјечна густина становништва износи 93 становника/km².